# Korzęcin
Korzęcin (niem. Körtenthin) – wieś w Polsce położona w województwie zachodniopomorskim, w powiecie kamieńskim, w gminie Wolin.

## Położenie
Miejscowość leży przy lokalnej drodze Wolin – Dziwnów, około 8 km na północ od Wolina, przy zachodnim brzegu Dziwny.

## Historia
Pierwsze ślady osadnictwa zanotowano tu już w epoce brązu. Istniała tu osada, która za czasów Wolinian miała charakter grodu obronnego. Należała do systemu strażnic ubezpieczających stolicę w Wolinie. W źródłach pisanych pierwszy raz pojawiła się w roku 1404 jako Korrentin. Należała wtedy do lenna rodu von Lochstedt. W wiekach późniejszych wielokrotnie zmieniała właścicieli. W 1545 roku Korzęcin został oddany w dzierżawę przez Joachima Bosberge kapitule katedry kamieńskiej. Od 1626 roku stał się własnością kapitana Joachima Pritz, a w 1740 roku 6 członków tej rodziny złożyło wieś w hołdzie królowi Prus Fryderykowi II. Od 1757 roku osada stała się własnością Christiana Bolz, od 1799 Carla Friedricha v. Wedel, a od 1841 roku Ferdynanda Noebel. W latach 1975–1998 miejscowość administracyjnie należała do województwa szczecińskiego.

## Edukacja
Dzieci z Korzęcina uczą się w szkole podstawowej w Kołczewie. Starsza młodzież uczęszcza do gimnazjum w Sierosławiu.
- Wrota Wolina